# Alexander Alexandrowitsch Kiritschenko
Alexander Alexandrowitsch Kiritschenko (russisch Александр Александрович Кириченко; * 13. August 1967 in Kiew) ist ein ehemaliger sowjetisch-russischer Radrennfahrer und Olympiasieger.
Kiritschenko war Bahnradsportler und Spezialist im 1000-m-Zeitfahren. 1988 wurde er bei den Olympischen Sommerspielen in Seoul im Trikot der sowjetischen Nationalmannschaft Olympiasieger im 1000-Meter-Zeitfahren in einer Zeit von 1:04,499 min. Kurz zuvor war er sowjetischer Meister geworden und hatte Konstantin Chrabzow geschlagen, der eigentlich schon für Olympia nominiert war und nach der Meisterschaft seinen Startplatz an Kiritschenko abgeben musste. 1989 wurde er in derselben Disziplin Dritter bei den Radweltmeisterschaften, obwohl ihm mitten im Finale die rechte Hälfte seines Lenkers wegbrach. 1990 wurde er Zeitfahr-Weltmeister. Danach war er noch einige Jahre ohne größere Erfolge aktiv; bei den olympischen Sommerspielen 1992 in Barcelona wurde er Zwölfter.